# Театр у Великому князівстві Литовському
Театр у Великому князівстві Литовському — синтетичне мистецтво ВКЛ XIV–XVIII сторіч, що поєднує виразні засоби драматургії, акторської гри, режисури, живопису, музики.

## Витоки театру

Литовські скоморохи на гравюрі Олафа Магнуса 1555 року

Початок театрального мистецтва Великого князівства Литовського лежить в народному театрі з його обрядовими піснями й танцями, у яких були присутні елементи ігрової дії і театрального перевтілення. Елементи театралізованого дійства є в багатьох календарних (наприклад, Купали) і сімейно-побутових обрядах. Обряду весілля були властиві драматична дія, пісні-діалоги, танці. Особливо насичений елементами театралізації весільний обряд і коляда, під час яких розігрували цілу виставу.
Першими акторами були скоморохи, виступи яких, насичені народними піснями, танцями, прислів'ями та приказками, жартами, всілякими трюками, ставали подією будь-якого свята. Пізніше, в XVII–XVIII століттях, мистецтво скоморохів перетворилося в балагани, мистецтво лялькових театрів — у вертепи. На фресках Софійського собору (XI століття) в Києві є зображення скоморохів. Іноді скоморохи ходили з ведмедями. Відомі школи дресирування ведмедів в околицях Гродно, Несвіжа, Мінська, в Ракові, на Поліссі, і найбільша з них Сморгонська ведмежа академія, що існувала в XVII–XVIII століттях. В Семежеве поблизу Копили існувала школа мотузяних стрибунів.
Театральне народне мистецтво відрізнялося вільною імпровізацією, легкістю переходу від серйозного до смішного (ігри «Одруження Терешки», «Ящур», «Одруження Бахар», «Млин», «Дід і баба», «Коза», «Меланка», «Гуси», «Просо»), це й стало основою мистецтва бродячих акторів. З часом в їхніх виставах з'явилися сюжетні драматичні та комічні сценки — інтермедії, потім — народна драма.

## Батлейка
Народний ляльковий театр батлейка (від Betleem ― польська назва Вифлеєма) з'явився в XVI столітті. Театр цього типу мав на різних місцях князівства назви Яселка, батляемка, остлейка, жлоб, вертеп. Український вертеп відомий з XVII століття, польський театр з рухомими фігурками «шопка» (szopka, від нім. Schoppen — хлів, сарай) — з XV століття. Для показів батлейки з дерева робили коробки різних розмірів, зазвичай у вигляді будиночка або церкви з горизонтальними перегородками (ярусами-сценами). Кожна сцена-ярус мала прорізи для водіння ляльок. Сцена прикрашалася тканиною, папером, геометричними фігурами з тоненьких паличок і нагадувала балкон, на якому відбувалася дія. На заднику сцен малювалися ікони, зірки, хрести, вікна, лялькові композиції на певний біблійний сюжет тощо. В коробці, схожій на церкву, робився куполоподібний дах із хрестом. Коробка зачинялася дверцятами. Необхідність в багатоярусній будові коробок зникла тоді, коли покази Батлейки набули світського характеру.
Ляльки-персонажі робилися з дерева, кольорового паперу, тканини, волосся, брови, вуса — з льону або овчини. Ляльки кріпилися на дерев'яний або металевий стрижень, за допомогою якого батлейник (білоруською батлеечнік) водив їх прорізами в ярусі-сцені. Відома також батлейка з ляльками-маріонетками на нитках за принципом керування згори, ляльки у вигляді рукавичок.
Покази супроводжувалися музикою, сцена й ляльки освітлювалися свічками. Батлейник знаходився за коробкою, звідти він водив ляльки, говорив текст, імітуючи голоси персонажів. Часто він був не тільки єдиним виконавцем, але й драматургом, художником, режисером, музикантом, час до часу навіть своєрідним конферансьє (звертався безпосередньо до глядача, характеризуючи від свого імені той чи інший персонаж). Деякі батлейки були влаштовані за принципом тіньового театру (Вітебськ) і з мінливими прозорими декораціями (Докшиці).
Спочатку вистави були пов'язані зі святом коляди, коли школярі ходили з Батлейкою по містечках і селах. Пізніше відтворення сцен, пов'язаних із колядою, поступово занепало.
Репертуар батлейки з часом поповнився фольклорно-побутовим матеріалом, незвичайними сюжетами, кількістю персонажів. Складався репертуар зазвичай з двох частин: канонічної (релігійної) і світської (народно-побутової). Канонічний сюжет розігрувався на верхньому, світський — на нижньому ярусі-сцені. Найбільшу популярність мав світський репертуар з комічними сценами, народними піснями й танцями. В репертуарі батлейки поряд з народними драмами «Цар Ірод» і «Цар Максіміліліан» з'явилися інтермедії «Матей і доктор», «Антон з козою та Антоніха», «Вольський — купець польський», «Берка-корчмар», «Циган і циганка», «Ванька малий», «Панич» та інші. Багато сцен мали гостросатиричні характер, в них висміювалися такі соціальні типи, як доктор-шарлатан, франт-шляхтич, корчмар.